# Teulat
 Teulat  là một xã thuộc tỉnh Tar trong vùng Occitanie ở phía nam nước Pháp. Xã này nằm ở khu vực có độ cao trung bình 180 mét trên mực nước biển.

## Di tích

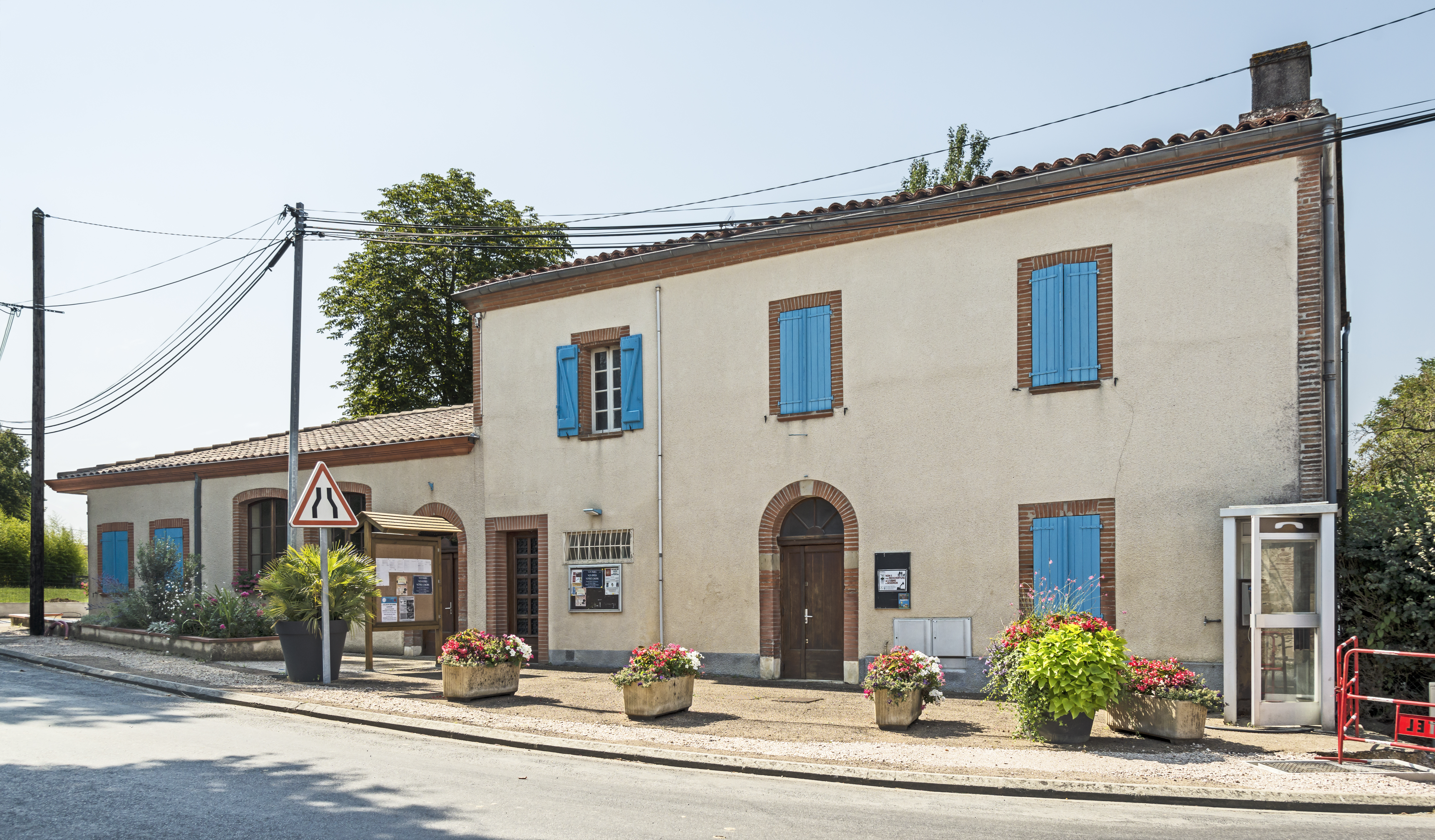
Tòa thị chính.
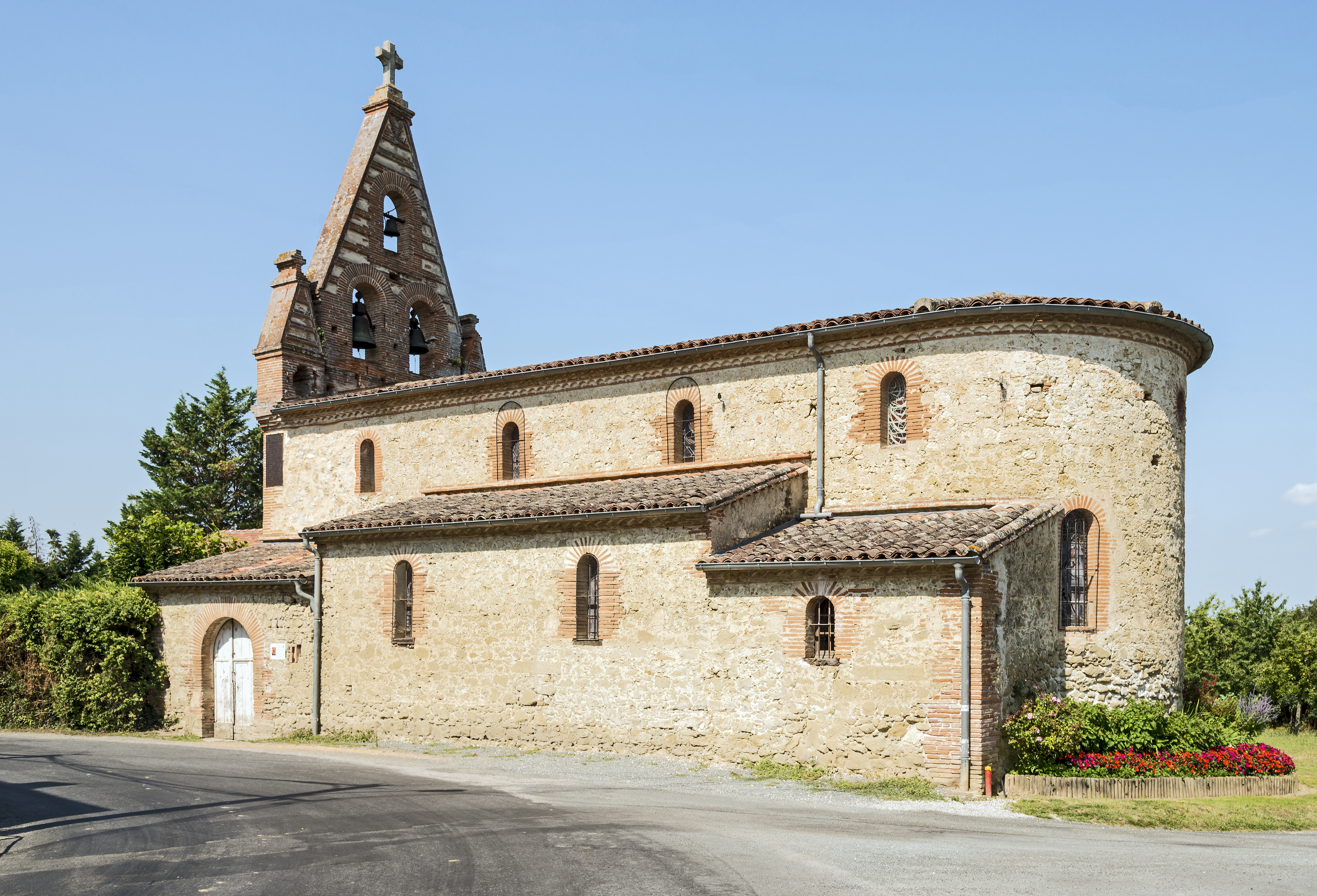
Nhà thờ St. Martin.
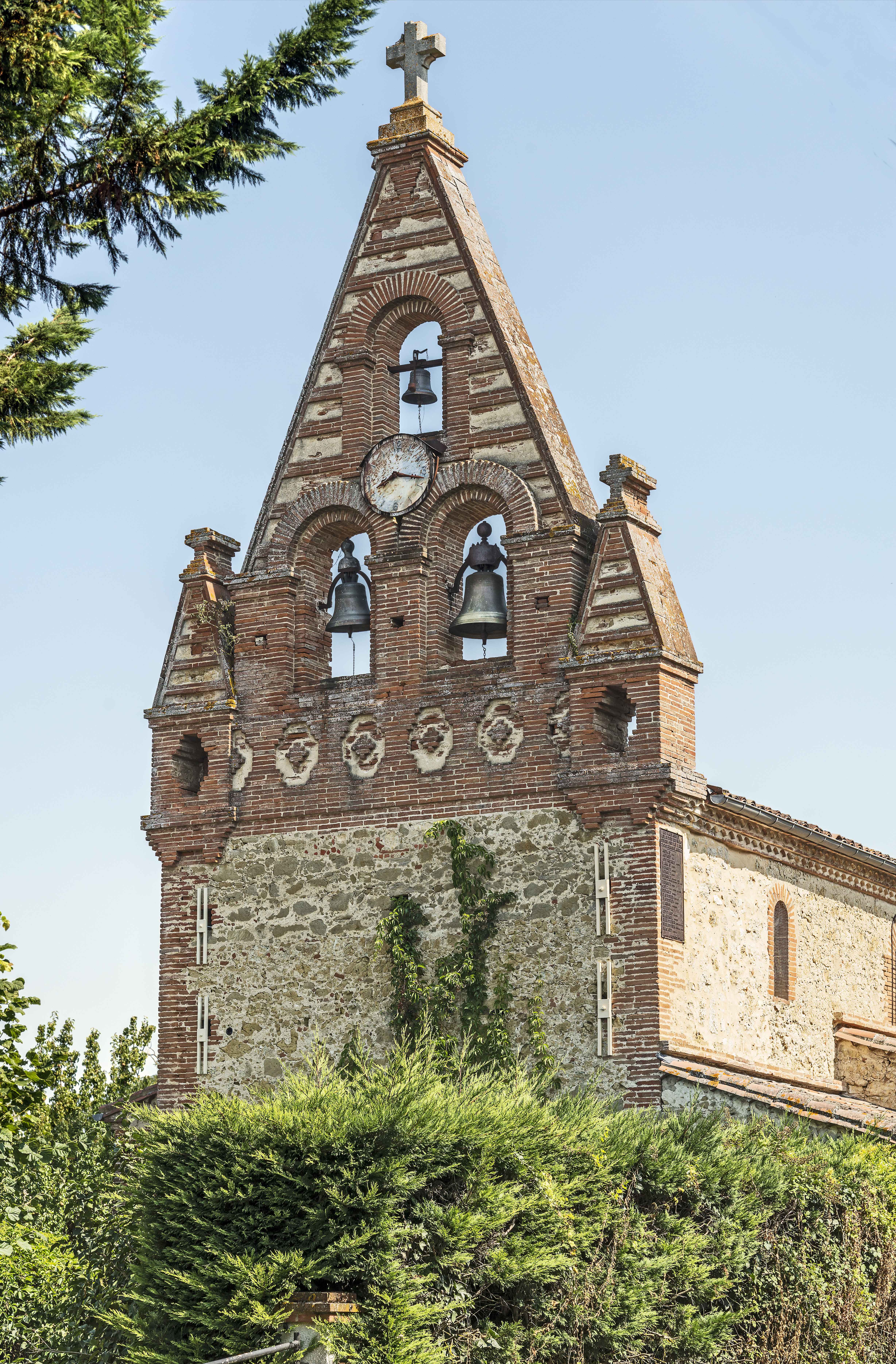
Các tháp chuông.